# Império de Grão-Fulo
O Império de Grão-Fulo (em fula: Deeniyankobe; em francês: Grand Fulo), também conhecido como Reino Denanquê ou Reino Denianquê, foi um reino fula do Senegal, que dominou a região de Futa Toro do início do século XVI a 1776. Tenguela, um chefe fula em Futa Toro, liderou uma emigração na década de 1450 para estabelecer o estado de Futa Quingui. Suas ações interromperam o comércio, o que ameaçou as linhas de comunicação do Mali e levou ao conflito com o Império Songai. Em 1512, Amar Conjago dos songais derrotou Tenguela, encerrando seu Estado. O filho de Tenguela, Coli, liderou novas migrações e redirecionou os esforços militares contra o Império Jalofo, acelerando seu colapso. Após o reinado de Coli, a dinastia denianquê governou um grande império, mas lutas pela sucessão, intervenção estrangeira e instabilidade se seguiram. Em 1776, Suleimão Bal liderou uma revolução, derrubando a dinastia e estabelecendo o Imamato de Futa Toro.

## Etimologia
Os denianquês (Deniaankobe) eram o clã de Coli Tenguela. Há uma variedade de teorias à origem do nome, citando ancestrais ilustres chamados Denia ou Deni ou, mais provavelmente, Dena, o lugar onde as forças de Coli se estabeleceram em Futa Jalom antes de conquistar Futa Toro.

## História

### Tenguela(1464–1512)
Tenguela era um saltigue fula, um líder religioso e chefe político, em Futa Toro. Empurrado por um Império Jalofo expansionista, na década de 1450 liderou uma emigração ao leste, estabelecendo um Estado conhecido como Futa Quingui nas terras do Reino de Diarra. Desta base, Tenguela interveio militarmente em várias áreas vizinhas e interrompeu o comércio. Seu filho Coli foi para Futa Jalom para organizar os fulas lá contra a dominação mandê. Em 1490, as ações de Tenguela na bacia do alto rio Gâmbia estavam ameaçando as linhas de comunicação entre o Império do Mali e suas províncias ocidentais de Gabu, bem como os campos de ouro de Bambuque. Em 1511, após anos de tensões crescentes, Tenguela invadiu o Reino de Diarra, cujos governantes pediram ajuda aos songais. Amar Conjago, irmão de Ásquia Maomé I, derrotou e matou Tenguela em batalha em 1512 e destruiu seu jovem Estado.

### Coli Tenguela(1512–1537)
Coli Tenguela liderou outra migração armada para o norte de sua base em Futa Jalom, atacando muitos pequenos Estados em seu caminho. Depois de restabelecer o governo de sua família em Futa Toro, redirecionou o exército do Estado incipiente para longe do Império Songai em direção ao Império Jalofo com grande sucesso. O crescimento do Império Denianquê aceleraria a divisão do Estado jalofo em vários reinos em guerra. Ele estabeleceu uma capital fixa em Tumberê-Jiingue no que é hoje a região de Futa Toro do Senegal e reconquistou Quingui. Coli morreu em 1537 durante uma guerra contra o Reino de Bussa.

### Ápice
Coli foi sucedido por seu irmão Laba Tenguela, iniciando a dinastia denianquê. Após o colapso do Império Jalofo em 1549 na Batalha de Danqui, os denianquês receberam tributos de mais de uma dúzia de reinos vassalos. Estes incluíam, pelo menos por parte do período, o Reinos Jalofo, de Ualo, de Caior, de Gajaaga, de Diarra e de Uagadu, entre outros. Eles atingiram o ápice de seu poder no início do século XVII sob o saltigue Samba Lamu, quando controlavam tanto a foz do Senegal quanto muitas das rotas comerciais transaarianas.

### Conflito religioso e declínio
Os denianquês eram monarcas animistas sobre uma população cada vez mais islâmica. Os torodos tornaram-se cada vez mais influentes, opondo-se à liderança denianquê e convocando jiades contra os Estados animistas mandingas vizinhos. O reinado de Sire Saua Lamu (r. 1669–1702) viu a eclosão da guerra Xar Buba, uma revolta islâmica contra monarquias tradicionalistas no vale do Senegal que desencadeou uma guerra civil entre os denianquês. Futa Toro não tinha regras claras sobre a sucessão dos saltigues, levando a lutas regulares pelo poder e guerras civis. 
No início do século XVIII, os mouros de Trarza, apoiados pelo sultão de Marrocos Mulei Ismail (r. 1672–1727), tentaram exercer controle sobre a margem norte do Senegal e o lucrativo comércio de goma-arábica. Os franceses em São Luís tentaram o mesmo, e a instabilidade e a intervenção estrangeira tornaram-se endêmicas em Futa Toro e em grande parte do vale do Senegal. O conhecido chefe de guerra cedo Samba Guelajo Jegui assumiu o poder com o apoio de ambas as grandes potências em 1725, mas não conseguiu se libertar de sua influência e foi expulso em 1731. Os saltigues se sucederam com uma velocidade desconcertante nas próximas décadas, com os mouros detendo o poder real. A dinastia foi derrubada em uma revolução liderada por Suleimão Bal em 1776. Ele renunciou assim que a guerra santa foi vencida e foi substituído por Abdelcáder ibne Hamami, primeiro almami do Imamato de Futa Toro.

## Governo
O saltigue era geralmente o homem mais velho da linhagem de Tenguela, mas a herança tinha que ser aprovada pelo batu futa, uma assembleia de nobres, que também funcionava como um conselho constitucional, garantindo a transição suave do poder para os candidatos mais competentes. Outro batu era uma espécie de gabinete composto por membros da casa real, cada um dos quais detinha dossiês específicos, como coleta de impostos e administração da propriedade real. O herdeiro presuntivo ou camalencu, por exemplo, administrava a margem direita do Senegal, incluindo os mouros que viviam lá. O controle real era frouxo e a administração era descentralizada, com receitas compartilhadas entre o saltigue e os governadores provinciais. O rei com seus grandes rebanhos de cavalos era altamente móvel. Assim, a capital, na medida em que havia uma, mudava-se com frequência.

## Economia
Futa Toro se beneficiou de extensas redes comerciais, com cavalos e burros se movendo para o sul das pastagens do Sael; nozes-de-cola, ferro e escravos se movendo para o norte de Gabu; ouro de Bambuque e do reino soninquê de Gajaga, bem como tecidos se movendo para o oeste; e sal e produtos europeus vindos do leste da costa. A principal exportação do reino eram peles. Produtos de palma e cera de abelha também foram importantes bens comerciais iniciais. No século XVII, comerciantes franceses, ingleses e holandeses entraram no mercado procurando comprar ouro e marfim, bem como escravos.